# Hidrólisis alcalina
Se denomina hidrólisis alcalina a determinados tipos de reacciones de sustitución nucleófila en las que el nucleófilo reactivo es un ion hidróxido.

## Ejemplo
En la hidrólisis alcalina de los ésteres y amidas participan iones de hidróxido y carbonilo, en una reacción de sustitución nucleofílica de acilo. Este mecanismo es apoyado por experimentos de marcaje isotópico. Por ejemplo, cuando el propionato de etilo se trató con un grupo etoxi oxígeno-18 marcado, e hidróxido de sodio (NaOH), el oxígeno-18 estuvo completamente ausente del producto  propionato de sodio y se encontró exclusivamente en el etanol formado.

## Usos
Esta reacción química se emplea para disolver el pelo y la grasa en las tuberías, de manera de mantener limpios los drenajes.
Asimismo, se utiliza para realizar procedimientos de cremación, dado que resulta menos contaminante que los procesos tradicionales, donde se emite dióxido de carbono junto con toxinas y dioxinas, directamente a la atmósfera.